# Битка за Негуш (1795)
Вижте пояснителната страница за други значения на Битка за Негуш.
Битката за Негуш (на гръцки: Μάχη της Νάουσα) е сражение от 1795 година между силите на Али паша Янински, които се опитват да овладеят град Негуш и защитниците, жители на града. Сражението завършва с неуспех на частите на Али паша.

## Предистория
Богатството на Негуш в края на XVIII век привлича вниманието на епирския отцепник Али паша Янински, който започва опитите си за завладяване на града през 1795 година. В тази година Али паша изпраща в града един от най-способните политици в двора в Янина, Ставрос Ципаламас, който е приятел на архонта на Негуш Томас Хадзихимонас. Ципаламас се опитва с обещания да накара негушани да признаят суверенитета на Али паша и доброволно да се присъединят към Янинския пашалък, но няма успех.

## Сражение
През април 1795 година Али паша, който вече е наложил властта си над Воден на север и над Бер на юг от Негуш, напада от четири страни града с около 4000 албанци. Хадзихимонас и военачалникът му Дели Димо обаче са подготвени и са разположили защитниците на града на стратегическите позиции при река Кутийка (Кутиха), Чифлик, Даламари и „Свети Николай“.
Бойните действия започват при Кутийка, където отбраната се води от Дели Димо. Негушани контраатакуват със саби и албанците се разпръсват. Единствено група от 400 еничари остава да се сражава, но в крайна сметка и тя е обърната в бягство към Копаново, където е посрещната от частите на Зафиракис Теодосиу и с големи загуби е отблъсната към Жервохор.
Успоредно на сражението при Кутиха избухва по-голямо сражение при „Свети Николай“. Там негушани са ръководени от Йоргос Дзиоварас и се сражават срещу превъзходащ ги противник. В момента, в който албанците преодоляват укрепленията, пристига с подкрепления Дели Димо, вече отблъснал нападението при Кутиха. Албанците са отблъснати и разделени на две. Дзиоварас преследва тези, които отстъпват към чешмата Грамени и Скотина. Дели Димо пък тръгва след тези, които бягат на север към Воден. Минавайки по преки планински пътеки, Дели Димо пресича пътя им и им прави засада при село Бела вода. Притиснати между два огъня, албанците претърпяват тежки загуби. Местността се казва Делидимови Митиризи.

## Последици
След нападението негушани укрепяват града със стена с 9 кули. В 1798 година Али паша прави нов опит да превземе града, който обаче също остава без успех.